# 短臂菱蟹
短臂菱蟹（学名：Parthenope brevibrachiatus）为菱蟹科菱蟹属的动物。在中国大陆，分布于南海等海域，多见于海水。